# Aslı Çakır Alptekin
Aslı Çakır Alptekin (ur. 20 sierpnia 1985 w Antalyi) – turecka lekkoatletka specjalizująca się w biegach średnich.
Odbyła karę dwuletniej dyskwalifikacji za stosowanie niedozwolonego dopingu – nie mogła startować od 22 września 2004 do 21 września 2006, a jej wyniki uzyskane po 15 lipca 2004 zostały anulowane. W biegu na 3000 metrów z przeszkodami bez sukcesów startowała w 2008 na igrzyskach olimpijskich w Pekinie oraz w 2009 podczas mistrzostw świata w Berlinie. Podczas mistrzostw Europy w 2010 była piąta w biegu na 1500 metrów.
Rok później na tym dystansie zdobyła złoty medal uniwersjady oraz dotarła do półfinału mistrzostw świata. Zimą 2012 zdobyła w Stambule brązowy medal halowych mistrzostw świata – jej medal był pierwszym w historii startów reprezentacji Turcji na lekkoatletycznych halowych mistrzostwach świata. Podczas igrzysk olimpijskich w Londynie, 10 sierpnia 2012, zdobyła złoty medal na dystansie 1500 metrów z czasem 4:10,23, wyprzedzając swoją rodaczkę Gamze Bulut i reprezentantkę Bahrajnu Maryam Yusuf Jamal.
W sierpniu 2015 została zdyskwalifikowana na osiem lat za doping krwi (kara biegnie od 10 stycznia 2013 i zakończy się 9 stycznia 2021). Anulowano także wszystkie osiągnięte przez nią wyniki począwszy od 29 lipca 2010 roku – tym samym Alptekin zobowiązała się zwrócić wszelkie otrzymane w tym czasie nagrody finansowe, a także odebrano jej medal olimpijski oraz złoto mistrzostw Europy z 2012 roku, złoty medal Uniwersjady z 2011 roku i brąz Halowych Mistrzostw Świata w Lekkoatletyce 2012 w biegu na 1500 metrów.
W 2003 bez sukcesów startowała w przełajowych mistrzostwach świata, a rok wcześniej indywidualnie była szósta na mistrzostwach Europy w biegach przełajowych.
Medalistka mistrzostw Turcji oraz reprezentantka kraju w pucharze Europy.
Rekordy życiowe w biegu na 1500 metrów: stadion – 3:56,62 (6 lipca 2012, Paryż); hala – 4:08,74 (10 marca 2012, Stambuł). Rezultat zawodniczki ze Stambułu (4:08,74) to aktualny halowy rekord Turcji. Wyniki te zostały anulowane w związku z dyskwalifikacją za doping.